# Ribeirão Pires
Ribeirão Pires es un municipio brasileño del Estado de São Paulo. La ciudad tiene una población de 107.046 habitantes según estimativas del año 2007, dentro de 99,175 km².
Sus municipios vecinos son Suzano (al noreste), Rio Grande da Serra (al sureste y sur), Santo André (al suroeste) y Mauá (al noroeste). Se convirtió en municipio el 30 de diciembre de 1953, cuando se separó de Santo André. Su fecha oficial de emancipación política administrativa fue establecida el 1 de enero de 1954 por la Ley Municipal 2.463/1983, celebrándose su cumpleaños el 19 de marzo, en honor a San José, Patrón de la Ciudad.